# George Hilaro Barlow (kolonial ämbetsman)

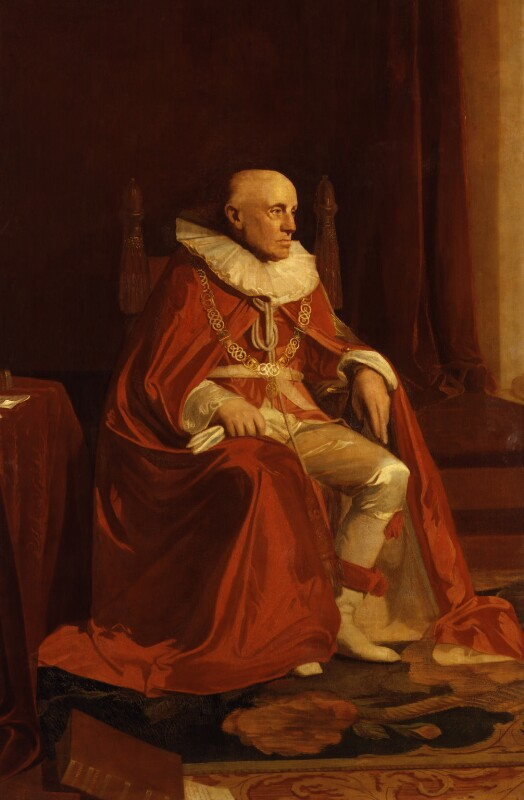
Sir George Hilaro Barlow.

George Hilaro Barlow, född den 20 januari 1763, död den 18 december 1846 i Farnham, Surrey, var en anglo-indisk ämbetsman. 
Barlow tillträdde redan 1779 en civil ämbetsmannabefattning i Bengalen och förvärvade sig där snart anseende som god administratör och skicklig finansman. Som undersekreterare i inkomstdepartementet under generalguvernören lord Cornwallis genomförde Barlow den av Cornwallis och rådsmedlemmen Shore planerade ryktbara grundskattefixeringen i Bengalen (the permanent settlement). Shore, som blev Cornwallis efterträdare som generalguvernör, gjorde Barlow till den indiska regeringens förste sekreterare (1796), och 1801 blev Barlow medlem av "högsta rådet" samt var även en av Wellesleys förnämste medhjälpare vid den inre förvaltningen. 
Som tillförordnad generalguvernör styrde Barlow brittiska Ostindien under de båda kritiska år, som förflöt mellan lord Cornwallis död 1805, kort efter hans återkomst, och hans efterträdare lord Mintos ankomst 1807. Hans förnämsta ögonmärke härvid var att upprätthålla freden och göra besparingar, varemot han förbisåg den från maratherna alltjämt hotande faran, som snart nödgade regeringen till en kraftigare politik. Barlow blev 1807 guvernör över presidentskapet Madras, men råkade där genom sträv högdragenhet i häftiga tvister med sina underlydande och framkallade till och med genom sparsamhetsåtgärder ifråga om de koloniala truppernas underhåll ett farligt myteri, som han emellertid med fast hand undertryckte. De missnöjda officerarna genomdrev dock genom agitation i England Barlows återkallande (1812), varefter han helt drog sig tillbaka till privatlivet.